# Warlpiri
Warlpiri är ett australiskt språk som talades av 2304 personer år 2016 enligt Australiens folkräkning. Warlpiri talas i Nordterritoriet. Warlpiri tillhör de pama-nyunganska språken. Språket anses vara hotat..
Språket skrivs med latinska alfabetet. Nya testamentet översattes till warlpiri år 2014.
Det finns en variant av språket, light warlpiri, som mestadels används av de unga. Den är en kombination av warlpiri, kriol, och australisk engelska..

## Fonologi

### Konsonanter
|             | Bilabial | Alveolar | Retroflex | Palatal | Velar |
| ----------- | -------- | -------- | --------- | ------- | ----- |
| Nasal       | m        | n        | ɳ         | ɲ       | ŋ     |
| Klusil      | p ~ b    | t ~ d    | ʈ ~ ɖ     | c ~ ɟ   | k ~ g |
| Tremulant   |          | r        | ɽ ~ ɻɾ    |         |       |
| Flapp       |          |          | ɽ ~ ɻɾ    |         |       |
| Lateral     |          | l        | ɭ         | ʎ       |       |
| Approximant | w        | ɻ        | ɻ         | j       |       |

Källa:

### Vokaler
|        | Främre | Bakre |
| ------ | ------ | ----- |
| Sluten | i      | u     |
| Öppen  | a      | a     |

Vokaler kan realiseras som både långa och korta.
Källa: